# Камбарський район
Камба́рський район (удм. Камбарка ёрос) — муніципальний округ в складі Удмуртської Республіки Росії. Адміністративний центр — місто Камбарка.

## Географія
Округ розташований на південному сході республіки.
В окрузі містяться декілька пам'яток природи республіканського значення:
- Михайловське болото — журавлинне болото Камбарського лісництва Камбарського лісгоспу
- Камбарське болото — болото Камбарського лісництва Камбарського лісгоспу
- Пізьке урочище — урочище Камбарського лісництва Камбарського лісгоспу
- Шольїнський — урочище Шольїнського лісництва Камбарського лісгоспу
- «Сосняк» — урочище Шольїнського лісництва Камбарського лісгоспу
- «Камська грива» — урочище Камського лісництва Камбарського лісгоспу
- «Валяй» — урочище Камбарського лісгоспу

## Історія
Камбарський район був утворений 23 січня 1924 року в складі Сарапульського округу Уральської області. Пізніше він був ліквідований, а населені пункти передані до складу Сарапульського району. Згідно з указом Президії Верховної ради РРФСР від 7 березня 1939 року Камбарський район був відновлений. В період з 5 березня 1963 року по 30 грудня 1966 року район знову перебував у складі Сарапульського району.
2021 року Камбарський район був перетворений в муніципальний округ зі збереженням старої назви, при цьому були ліквідовані усі міське та сільські поселення:
| Поселення                         | Площа, км² | Населення, осіб (2002) | Населення, осіб (2010) | Населення, осіб (2019) | Центр         | Населені пункти |
| --------------------------------- | ---------- | ---------------------- | ---------------------- | ---------------------- | ------------- | --------------- |
| Камбарське міське поселення       | 129,40     | 12636                  | 11021                  | 10236                  | Камбарка      | 1               |
| Армязьке сільське поселення       | 138,22     | 774                    | 639                    | 538                    | Нижній Армязь | 3               |
| Борківське сільське поселення     | 27,90      | 793                    | 682                    | 614                    | Борок         | 6               |
| Єршовське сільське поселення      | 33,50      | 1108                   | 944                    | 873                    | Єршовка       | 1               |
| Камське сільське поселення        | 52,60      | 3478                   | 2059                   | 1754                   | Кама          | 1               |
| Михайловське сільське поселення   | 215,00     | 798                    | 570                    | 477                    | Михайловка    | 5               |
| Нафтобазинське сільське поселення | 5,60       | -                      | 834                    | 770                    | Камське       | 1               |
| Шольїнське сільське поселення     | 70,40      | 1656                   | 1357                   | 1323                   | Шолья         | 3               |

## Населення
Населення району становить 16585 осіб (2019, 18106 у 2010, 21243 у 2002).

## Населені пункти
| №  | Населений пункт         | Населення, осіб (2002) | Населення, осіб (2010) |
| -- | ----------------------- | ---------------------- | ---------------------- |
| 1  | Армязь                  | 174                    | 161                    |
| 2  | Балаки                  | 349                    | 247                    |
| 3  | Борок                   | 546                    | 464                    |
| 4  | Балаки                  | 16                     | 11                     |
| -  | Дома 6 км               | 0                      | -                      |
| -  | Дома 12 км              | 0                      | -                      |
| 5  | Дома 1152 км            | 8                      | 4                      |
| 6  | Дома 1153 км            | 3                      | 16                     |
| 7  | Дома 1155 км            | 31                     | 12                     |
| 8  | Дома 1164 км            | 0                      | 67                     |
| 9  | Єршовка                 | 1108                   | 944                    |
| 10 | Зелені                  | 0                      | 0                      |
| 11 | Кама                    | 3478                   | 2059                   |
| 12 | Камбарка                | 12636                  | 11021                  |
| 13 | Камське                 | -                      | 834                    |
| 14 | Мазунінське лісничество | 235                    | 176                    |
| 15 | Михайловка              | 349                    | 258                    |
| 16 | Нижній Армязь           | 772                    | 636                    |
| 17 | Новокрещенка            | 25                     | 11                     |
| 18 | Октябрська              | 59                     | 43                     |
| 19 | Савино                  | 31                     | 25                     |
| 20 | Шолья (село)            | 1421                   | 1114                   |
| 21 | Шолья (присілок)        | 2                      | 3                      |

## Економіка
Територією округу проходить електрифікована залізнична магістраль Москва-Єкатеринбург. Всього протяжність залізниць по округу становить 107 км, в той час, коли автошляхів — 74 км. Через річку Каму збудовані поромні переправи.